# The Ventures
The Ventures ist eine US-amerikanische Instrumental-Rock-Band, die 1959/1960 auf Initiative des Gitarristen Don Wilson und des E-Bassgitarristen Bob Bogle aus Seattle in Portland gegründet wurde. Weitere frühe Mitglieder waren der Gitarrist Nole „Nokie“ Edwards und der Schlagzeuger Mel Taylor, Bruder von Canned-Heat-Bassist Larry Taylor. The Ventures sind seit ihrer Gründung kontinuierlich aktiv. Ihre größten Erfolge hatten sie in den 1960er-Jahren. Die Stücke Walk, Don’t Run, Pipeline, Hawaii Five-O, Perfidia, Lullaby of the Leaves, Apache, Telstar und Slaughter on Tenth Avenue gehören zu ihren bekanntesten Hits. Ihr Titel The Swinging Creeper war für viele Jahre Titelmelodie der deutschen Fernsehsendung ZDF-Ortszeit.
In den USA landeten fast 40 ihrer Alben in den Charts und 17 davon schafften es in die Top 40. Mit über 110 Millionen verkauften Alben zählen die Ventures zu den erfolgreichsten Bands überhaupt. Besonderen Erfolg hatten sie in Japan, weshalb fünf Mitglieder der Band einschließlich Don Wilson 2010 von der japanischen Regierung den Orden der Aufgehenden Sonne 4. Klasse erhielten.

## Bandgeschichte
Die Wurzeln der Ventures liegen in der Band The Impacts aus Tacoma in Washington. 1959 tourten die beiden Gitarristen Bob Bogle und Don Wilson durch Washington und Idaho mit verschiedenen Begleitbands (unter anderem bekannt als The Versa-Tones und The Marksmen). Nachdem ein Demo-Tape vom Plattenstudio Liberty Records abgelehnt worden war, gründeten die zwei ein eigenes Label mit dem Namen Blue Horizon. Nach der Veröffentlichung der Single Cookies and Coke engagierten sie den Bassisten Nokie Edwards und den Schlagzeuger Skip Moore und beschlossen, eine Instrumental-Rock-Band zu gründen.
Unter dem Einfluss des Chet-Atkins-Albums Hi Fi in Focus veröffentlichten die damals stark am stereotypen Beat des englischen Instrumentalquartetts The Shadows orientierten und diesen mit effektvollen Gitarrentremoli im Stil von Duane Eddy „aggressiver“ machenden Ventures 1960 die Single Walk, Don’t Run auf ihrem eigenen Label. Die Single wurde ein lokaler Erfolg, nachdem das Stück regelmäßig vor den Nachrichten einer Radiostation aus Seattle gespielt worden war. Dolton Records, Besitzer der Studios Liberty Records, nahm die Single unter Lizenz und bis zum Sommer 1960 stand der Song auf Platz 2 der US-amerikanischen Charts hinter It’s Now or Never von Elvis Presley. Howie Johnson löste nun Moore am Schlagzeug ab, und die Ventures begannen mit den Aufnahmen für ihr Debütalbum Walk, Don’t Run.
Die Singles Perfidia und Ram-Bunk-Shush erreichten zwischen 1960 und 1961 die Top 40. In dieser Zeit begannen die Ventures, ein Markenzeichen ihrer Musik zu entwickeln. Die Stücke ihrer Platten wurden nun zu einem Thema arrangiert, das sich im jeweiligen Album-Titel wiederfand. Die vierte Platte, The Colorful Ventures, beinhaltete die Stücke Yellow Jacket, Red Top, Orange Fire und noch wenigstens drei weitere Titel mit dem Wort „Blue“. Alle Coversongs aus vielen Genres der Musik der 1960er-Jahre, zum Beispiel Twist, Country, Pop, Spy Music, Psychedelic Rock, Swamp, Garage Rock oder Lateinamerikanische Musik, wurden im Stil der Ventures veröffentlicht. In den 1970er-Jahren coverte die Band Stücke aus den Genres Funk, Disco, Reggae und Soft Rock.
1962 verließ Howie Johnson die Band und wurde durch Mel Taylor ersetzt. Nokie Edwards übernahm die Lead-Gitarre und Bob Bogle übernahm den E-Bass. Eine der wenigen nicht um ein spezielles Thema arrangierten Platten wurde auch die erfolgreichste, The Lonely Bull, mit dem Stück Telstar der britischen Rock-Band The Tornados. Die Platte erreichte die Top Ten und wurde die zweite von drei Goldenen Schallplatten (Ihre erste Goldene Schallplatte erhielten sie für Walk, Don't Run). Eine neue Version ihres Debüts namens Walk—Don’t Run ‘64 erreichte 1964 Platz 8 der Charts. Mitte der 1960er-Jahre ließ der Erfolg der Ventures im Zuge der British Invasion nach. Nokie Edwards verließ die Band zwischen 1968 und 1972 und wurde durch Gerry McGee ersetzt. Hawaii Five-O, das Titellied der gleichnamigen Fernsehserie, erreichte 1969 Platz 4 der US-amerikanischen Charts.
Mit den beginnenden 1970er-Jahren suchten die Ventures ein neues Publikum jenseits des Pazifiks in Japan. Nachdem sie ein eigenes Label für den japanischen Markt gegründet hatten, Tridex Records, verkauften sie dort über 40 Millionen Platten und wurden damit eine der bis heute einflussreichsten US-amerikanischen Musikgruppen in Japan. Zwischen 1972 und 1979 verließ Mel Taylor die Band und wurde durch Joe Barile ersetzt. Anfang der 1980er-Jahre konnte das Quartett Wilson, Bogle, Edwards und Taylor auf über zwanzig Jahre Bandgeschichte zurückblicken. Edwards verließ die Band 1984 endgültig und wurde durch Gerry McGee ersetzt. Mel Taylor starb 1996 nach einer Japan-Tournee an Lungenkrebs und wurde durch seinen Sohn Leon ersetzt. The Ventures wurden am 10. März 2008 in die Rock and Roll Hall of Fame aufgenommen. Im Juni 2009 erlag Bob Bogle einem Krebsleiden. Nokie Edwards starb am 12. März 2018 an den Folgen einer Hüftoperation, Don Wilson am 22. Januar 2022 im Alter von 88 Jahren in einem Krankenhaus in Tacoma.

## Diskografie

### Studioalben
| Jahr | Titel Musiklabel Katalog-Nr.                                      | Höchstplatzierung, Gesamtwochen, AuszeichnungChartsChartplatzierungen (Jahr, Titel, Musiklabel Katalog-Nr., Platzierungen, Wochen, Auszeichnungen, Anmerkungen) | Anmerkungen                                                 |
| Jahr | Titel Musiklabel Katalog-Nr.                                      | US | Anmerkungen                                                 |
| ---- | ----------------------------------------------------------------- | --- | ----------------------------------------------------------- |
| 1960 | Walk – Don’t Run Dolton BLP-2003                                  | US11 (37 Wo.)US |                                                             |
| 1961 | Another Smash!!! Dolton BLP-2006                                  | US39 (14 Wo.)US |                                                             |
| 1961 | The Ventures Dolton BLP-2004                                      | US105 (14 Wo.)US |                                                             |
| 1961 | The Colorful Ventures Dolton BLP-2008                             | US94 (17 Wo.)US |                                                             |
| 1962 | Twist with the Ventures Dolton BLP-2010                           | US24 (29 Wo.)US |                                                             |
| 1962 | The Ventures’ Twist Party, Vol. 2 Dolton BLP-2014                 | US41 (11 Wo.)US |                                                             |
| 1962 | Mashed Potatoes and Gravy Dolton BLP-2016                         | US45 (12 Wo.)US |                                                             |
| 1962 | Going to the Ventures Dance Party! Dolton BLP-2017                | US93 (8 Wo.)US |                                                             |
| 1963 | The Ventures Play “Telstar” and “The Lonely Bull” Dolton BLP-2019 | US8 Gold · (40 Wo.)US |                                                             |
| 1963 | “Surfing” Dolton BLP-2022                                         | US30 (28 Wo.)US |                                                             |
| 1963 | Bobby Vee Meets the Ventures Liberty LRP-3289                     | US91 (8 Wo.)US |                                                             |
| 1963 | The Ventures Play the Country Classics Dolton BLP-2023            | US101 (14 Wo.)US |                                                             |
| 1963 | Let’s Go! Dolton BLP-2024                                         | US30 (33 Wo.)US |                                                             |
| 1964 | (The) Ventures in Space Dolton BLP-2027                           | US27 (18 Wo.)US |                                                             |
| 1964 | The Fabulous Ventures Dolton BLP-2029                             | US32 (19 Wo.)US |                                                             |
| 1964 | Walk, Don’t Run, Vol. 2 Dolton BLP-2031                           | US17 (24 Wo.)US |                                                             |
| 1965 | The Ventures Knock Me Out! Dolton BLP-2033                        | US31 (24 Wo.)US |                                                             |
| 1965 | The Ventures on Stage Dolton BLP-2035                             | US27 (30 Wo.)US | Livealbum                                                   |
| 1965 | Play Guitar with the Ventures Dolton BLP-16 501                   | US96 (13 Wo.)US | Lernalbum mit Anweisungen und Beispielen zum Gitarrespielen |
| 1965 | The Ventures a Go-Go Dolton BLP-2037                              | US16 (35 Wo.)US |                                                             |
| 1966 | Where the Action Is! Dolton BLP-2040                              | US33 (22 Wo.)US |                                                             |
| 1966 | The Ventures Play the “Batman” Theme Dolton BLP-2042              | US42 (21 Wo.)US |                                                             |
| 1966 | Go With the Ventures! Dolton BLP-2045                             | US39 (25 Wo.)US |                                                             |
| 1966 | Wild Things! Dolton BLP-2047                                      | US33 (26 Wo.)US |                                                             |
| 1967 | Guitar Freakout Dolton BLP-2050                                   | US57 (26 Wo.)US |                                                             |
| 1967 | Super Psychedelics Liberty LRP-2052                               | US69 (15 Wo.)US |                                                             |
| 1967 | Golden Greats by the Ventures Liberty LRP-2053                    | US50 Gold · (44 Wo.)US |                                                             |
| 1968 | $1,000,000.00 Weekend Liberty LRP-2054                            | US55 (21 Wo.)US |                                                             |
| 1968 | Flights of Fantasy Liberty LRP-2055                               | US169 (6 Wo.)US |                                                             |
| 1968 | The Horse Liberty LST-8057                                        | US128 (9 Wo.)US |                                                             |
| 1969 | Underground Fire Liberty LST-8059                                 | US157 (14 Wo.)US |                                                             |
| 1969 | Hawaii Five-O Liberty LST-8061                                    | US11 Gold · (24 Wo.)US |                                                             |
| 1969 | Swamp Rock Liberty LST-8062                                       | US81 (12 Wo.)US |                                                             |
| 1970 | More Golden Greats Liberty LST-8060                               | US154 (5 Wo.)US |                                                             |
| 1970 | The Ventures 10th Anniversary Album Liberty LST-35 000            | US91 (21 Wo.)US |                                                             |
| 1972 | Theme from “Shaft” United Artists UAS-5547                        | US195 (3 Wo.)US |                                                             |
| 1972 | Joy: The Ventures Play the Classics United Artists UAS-5575       | US146 (3 Wo.)US |                                                             |

Weitere Alben
- 1965: Play Guitar, Vol. 1
- 1965: Play Guitar, Vol. 2
- 1965: Play Guitar, Vol. 3
- 1965: Play Guitar, Vol. 4: Play Electric Bass
- 1965: The Ventures’ Christmas Album
- 1965: Adventures in Paradise
- 1966: All About the Ventures
- 1967: Play Guitar, Vol. 7
- 1967: Revolving Sounds
- 1970: On the Scene
- 1970: Golden Pops
- 1971: New Testament
- 1972: Rock and Roll Forever
- 1974: Jim Croce Songbook
- 1974: Best of Pops Sounds
- 1974: The Ventures Play the Carpenters
- 1975: Now Playing
- 1976: Hollywood
- 1976: Rocky Road: The New Ventures
- 1976: Sunflower ’76
- 1977: TV Themes
- 1979: Latin Album
- 1980: Chameleon
- 1981: 60’s Pops
- 1982: St. Lois Memory
- 1982: The Last Album on Liberty
- 1983: NASA 25th Anniversary Commemorative Album
- 1996: The Ventures Favorites
- 1997: Guitars on Mars
- 1997: Wild Again
- 1998: New Depths
- 1999: Walk Don’t Run 2000
- 2001: Plays Southern All Stars
- 2002: The Ventures Play the Greatest Instrumental Hits
- 2002: Christmas Joy
- 2003: Gold
- 2004: Ventures Forever

### Kompilationen
- 1963: Tarantella / Memphis
- 1966: Running Strong
- 1966: The Versatile Ventures
- 1967: 8 Miles High
- 1967: Golden Greats
- 1968: Guitar Genius of the Ventures
- 1968: Pops in Japan / Pops in Japan, Vol. 2
- 1969: Super Group
- 1970: More Golden Greats
- 1971: A Decade with the Ventures
- 1971: Ventures
- 1973: Only Hits
- 1974: Legendary Masters
- 1975: The Very Best of the Ventures
- 1975: 15th Anniversary Album: 15 Years of Japanese Pops
- 1975: The Ventures' 15th Anniversary
- 1976: Early Sounds of the Ventures
- 1977: 20 Greatest Hits
- 1980: Greatest Hits
- 1980: Rare Collections for Great Collectors
- 1980: The Best 10, Vol. 2
- 1981: The Ventures Greatest Hits
- 1981: The Very Best of the Ventures
- 1983: Heritage Series: Movie Themes
- 1983: Heritage Series: Spotlight
- 1983: The Ventures Today
- 1986: Best of the Ventures
- 1986: Television's Greatest Hits, Vol. 1
- 1986: The Collection
- 1987: Compact Ventures
- 1987: The Best of the Ventures
- 1988: Radical Guitars
- 1989: Christmas Classics
- 1989: Walk Don’t Run: All Time Greatest Hits
- 1990: EP Collection
- 1990: Legendary Masters: The Best of the Ventures
- 1990: Walk--Don't Run: The Best of the Ventures
- 1992: Greatest Hits
- 1992: Legends of Rock 'n' Roll
- 1992: Only the Hits
- 1992: The Ventures Play Telstar / Ventures in Space
- 1993: Billboard Top Rock ’n’ Roll Hits: 1957–1961
- 1993: Super Box of Rock, Vol. 2
- 1993: EP Collection Vol. 2
- 1995: Another Smash!!! / The Colourful Ventures
- 1995: Best of the Ventures
- 1995: Guitar Freakout / Super Psychedelics
- 1995: Hollywood’s Hottest Hits
- 1995: Original
- 1995: Play the Carpenters / The Jim Croce Songbook
- 1995: Play the Hits
- 1995: Surfing
- 1995: Twist with the Ventures / The Ventures’ Twist Party, Vol. 2
- 1995: Ventures A Go-Go / Where the Action Is!
- 1995: Walk Don’t Run, Vol. 2 / Ventures Knock Me Out!
- 1995: Walk Don’t Run / Ventures
- 1995: Rock Instrumental Classics, Vols. 1–5
- 1996: Another Smash!!! / Ventures
- 1996: Best of Pops Sounds / Go with the Ventures
- 1996: Flights of Fantasy / The Ventures in Space
- 1996: Flights of Fantasy / Underground Fire
- 1996: Go With the Ventures! / Batman Theme
- 1996: Greatest Hits
- 1996: Hawaii Five-O / Swamp Rock
- 1996: Joy! The Ventures Play the Classics / Latin Album
- 1996: Mashed Potatoes and Gravy / Going to the Ventures Dance Party!
- 1996: Super Psychedelics / $1,000,000 Weekend
- 1996: Surfing / Colorful Ventures
- 1996: Tele-Ventures: The Ventures Perform the Great TV Themes
- 1996: Underground Fire / Hollywood Metal Dinamic Sound 3000
- 1996: Walk Don’t Run / Walk, Don’t Run, Vol. 2
- 1996: Where the Action Is! / The Ventures Knock Me Out!
- 1996: Cowabunga! The Surf Box
- 1996: Theme from Shaft / The Horse
- 1997: 36 All Time Greatest Hits
- 1997: Batman / TV Themes
- 1997: Guitar Freakout / Wild Things!
- 1997: In the Vaults
- 1997: Let’s Go / Ventures Play the Country Classics
- 1997: Lonely Bull / $1,000,000 Weekend
- 1997: New Testament / More Golden Greats
- 1997: Play Guitar with the Ventures
- 1997: Play Guitar, Vol. 3 / Play Guitar, Vol. 4: Play Electric Bass
- 1997: Play Guitar, Vols. 1 & 2
- 1997: Rock and Roll Forever / Now Playing
- 1997: Swamp Rock / Hawaii Five-O
- 1997: TV Themes / Bobby Vee Meets the Ventures
- 1997: The Fabulous Ventures / The Ventures a Go-Go
- 1997: The Ventures
- 1997: Ventures on Stage / Surfing
- 1997: Wild Things! / Fabulous Ventures
- 1997: 36 All Time Greatest Hits
- 1997: Born to Be Wild (enthält den gleichnamigen Rocksong)
- 1997: Play Guitar with the Ventures
- 1997: The Ultimate History of Rock ’N’ Roll Collection
- 1998: 100 Jukebox Hits: 50’s & 60’s
- 1998: Yuletide Soiree Party Pack
- 1998: Classic 60’s Themes
- 1998: EP Collection, Vol. 3
- 1998: Horse / New Testament
- 1998: On Stage Encore / The Ventures Live, Again!
- 1998: Play Guitar, Vols. 1–4 & 7
- 1998: Stars on Guitars
- 1998: The Night Has a Thousand Eyes / Bobby Vee Meets the Ventures
- 1998: Theme from Shaft / Rocky Road
- 1999: Endless Summer Legends, Vols. 1–3
- 1999: Hot Rod Box Set
- 1999: Golden Pops / Pops in Japan ’71
- 1999: In the Vaults, Vol. 2
- 1999: Rock & Roll Forever / Rocky Road
- 1999: The Ventures
- 1999: The Ventures' 10th Anniversary Album / Only Hits
- 1999: Ventures In Japan / Ventures in Japan, Vol. 2
- 2000: Brain in a Box: The Science Fiction Collection
- 2000: Best of the Ventures: Walk Don’t Run
- 2000: Gold
- 2000: Hawaii Five-O: Remixed Hits & More
- 2000: Play Screen Themes
- 2000: Story
- 2000: Ventures Gold, Vol. 2
- 2001: The Ultimate Collection
- 2001: The Ventures Play the Greatest Surfin’ Hits of All Time
- 2001: Ventures Gold, Vol. 3
- 2002: Hyper Gold
- 2002: Surf Rock Anthology
- 2002: The Ventures Play the Greatest Instrumental Hits of All-Time$
- 2003: All Time Greatest Hits
- 2003: Surfin’ with the Ventures
- 2003: The Ventures Play the Greatest Instrumental Hits of All Time, Vol. 2
- 2003: Your Hit Parade 60’s
- 2003: Most Famous Hits, The Ventures, The Album (Doppel-CD)
- 2004: Best of, Vol. 1–2
- 2004: Guitar Legends
- 2004: In Japan, Vol. 1–2
- 2004: Pops a la Carte
- 2004: Pops in Japan, Vol. 1–2
- 2004: Sixties Guitar Party
- 2004: Super Deluxe
- 2004: Super Now
- 2004: Surfin’ to Baja
- 2004: Walk Don’t Run: Very Best Of
- 2005: 10th Anniversary Album
- 2005: In the Vaults, Vol. 3
- 2005: Platinum Collection
- 2005: Ventures
- 2007: In the Vaults, Vol. 4

### Livealben
- 1965: The Ventures in Japan
- 1965: The Ventures in Japan, Vol. 2
- 1965: The Ventures on Stage
- 1967: The Ventures on Stage Encore
- 1968: The Ventures Live, Again!
- 1968: The Ventures in Tokyo ’68
- 1970: Live! The Ventures
- 1971: Pops in Japan ’71
- 1971: The Ventures on Stage ’71
- 1972: The Ventures on Stage ’72
- 1973: Pops in Japan ’73
- 1973: The Ventures on Stage ’73
- 1974: The Ventures Special ’74 on Japanese Tour
- 1974: The Ventures on Stage ’74
- 1975: The Ventures on Stage ’75
- 1976: The Ventures on Stage ’76
- 1977: Live in Japan ’77
- 1980: Super Live ’80
- 1981: Live in L.A.
- 1984: Original Members: Live in Japan
- 1995: Live in Japan ’65
- 1998: On Stage Encore / The Ventures Live, Again!
- 1999: Ventures in Japan/Ventures in Japan, Vol. 2
- 2001: Live in Japan 2000
- 2003: In Japan Live-2000
- 2004: In Japan, Vol. 1–2
- 2004: Pops in Japan, Vol. 1–2
- 2004: Summer & Winter: Live
- 2005: Alive Five-O Hits Live

### Soundtracks
- 1986: Television’s Greatest Hits, Vol. 1
- 1993: This Boy’s Life
- 1996: Very Brady Sequel
- 2000: Cinemadness: Cool Songs From Hot Flicks
- 2000: Movie Madness: Cool Songs From Hot Flicks
- 2000: Tao of Steve
- 2001: 61*

### Singles
| Jahr | Titel Album                    | Höchstplatzierung, Gesamtwochen, AuszeichnungChartplatzierungen (Jahr, Titel, Album, Platzierungen, Wochen, Auszeichnungen, Anmerkungen) | Höchstplatzierung, Gesamtwochen, AuszeichnungChartplatzierungen (Jahr, Titel, Album, Platzierungen, Wochen, Auszeichnungen, Anmerkungen) | Anmerkungen |
| Jahr | Titel Album                    | UK | US | Anmerkungen |
| ---- | ------------------------------ | --- | --- | --- |
| 1960 | Walk – Don’t Run –             | UK8 (13 Wo.)UK | US2 (18 Wo.)US | Original/Autor: Johnny Smith Song That Shaped Rock and Roll / Grammy Hall of Fame (1999)                                                               |
| 1960 | Perfidia –                     | UK4 (13 Wo.)UK | US15 (13 Wo.)US | Autor: Alberto Domínguez; Original: Xavier Cugat (1940)                                                                                                |
| 1961 | Ram-Bunk-Shush –               | UK45 (1 Wo.)UK | US29 (9 Wo.)US | Autoren: Lucky Millinder, Henry Glover, Jimmy Mundy (1952) 1957 ein Hit für Bill Doggett                                                               |
| 1961 | Lullaby of the Leaves –        | UK43 (4 Wo.)UK | US69 (5 Wo.)US | Autoren: Bernice Petkere, Joe Young Nummer-eins-Hit für George Olsen and His Music (1932)                                                              |
| 1961 | (Theme From) Silver City –     | — | US83 (3 Wo.)US | Autor: Hank Levine |
| 1961 | Blue Moon –                    | — | US54 (6 Wo.)US | Autoren: Richard Rodgers, Lorenz Hart Nummer-eins-Hits für Glen Gray & the Casa Loma Orchestra (1935) und die Marcels (1961)                           |
| 1962 | Lolita Ya-Ya –                 | — | US61 (7 Wo.)US | Autoren: Nelson Riddle, Bob Harris; aus dem Film Lolita                                                                                                |
| 1962 | The 2,000 Pound Bee (Part 2) – | — | US91 (4 Wo.)US | Autor: Don Wilson |
| 1964 | Walk – Don’t Run ’64 –         | — | US8 (11 Wo.)US | Neuaufnahme des Hits von 1960 |
| 1964 | Slaughter on Tenth Avenue –    | — | US35 (7 Wo.)US | Autoren: Richard Rodgers, Lorenz Hart aus dem Musical On Your Toes (1936), 1949 ein Hit für Lennie Hayton                                              |
| 1965 | Diamond Head –                 | — | US70 (3 Wo.)US | Autor: Danny Hamilton |
| 1966 | Secret Agent Man –             | — | US54 (7 Wo.)US | Autoren: P. F. Sloan, Steve Barri; Original: Johnny Rivers (1964, Titelmelodie der TV-Serie Danger Man)                                                |
| 1969 | Hawaii Five-O –                | — | US4 (14 Wo.)US | Original/Autor: Morton Stevens (1968, Titelmelodie der TV-Serie Hawaii Five-O)                                                                         |
| 1969 | Theme from “A Summer Place” –  | — | US83 (5 Wo.)US | Autoren: Max Steiner, Mack Discant Original: Hugo Winterhalter (1959, aus dem Film A Summer Place), im selben Jahr ein Nummer-eins-Hit für Percy Faith |

Weitere Singles
- 1959: Cookies and Coke
- 1959: The Twomp
- 1962: Yellow Jacket
- 1962: Instant Guitars
- 1963: Memphis
- 1963: The Ninth Wave
- 1963: The Savage
- 1963: Journey to the Stars
- 1964: Fugitive
- 1965: Pedal Pusher
- 1965: Bird Rockers
- 1965: Sleigh Ride/Snowflakes (Greensleeves)
- 1968: Flights of Fantasy
- 1970: Changing Times
- 1991: Wipe Out
- 1997: Surf on Guitar Medley

### Videoalben
- 1966: Live in Japan
- 1980: Concert UK
- 1981: Live in L.A.
- 1984: Original Members: Live in Japan
- 1984: Golden hits
- 1990: Live in Japan ’90
- 2001: Inside the Music: Surf’s Up
- 2004: 45th Anniversary Memorial Concert
- 2004: Live in Japan ’93
- 2005: Beloved Invaders